# Chironius vincenti
Chironius vincenti és una espècie de serp de la família Colubridae, endèmica de l'illa de Saint Vincent, al Carib.

## Descripció
Pot arribar a fer 1 m de longitud total. És de color negre amb la boca i el ventre més pàl·lids.

## Alimentació
Sembla que menja granotes i llurs ous.

## Hàbitat
Viu a les selves pluvials entre 150 i 330 m d'altitud.

## Distribució geogràfica
És un endemisme de l'illa de Saint Vincent (Saint Vincent i les Grenadines, el Carib).

## Costums
Hom pensa que és semiarborícola per protegir-se de les mangostes.

## Estat de conservació
Les seues principals amenaces són l'alteració del seu hàbitat i la depredació per part de les mangostes.